# ألبرت شميت
ألبرت شميت (بالألمانية: Albert Schmidt)‏ هو عالم عقيدة وصحفي ألماني، ولد في 1948 في فرايبورغ في ألمانيا.